# 拉普申
49°29′19″N 24°55′11″E / 49.48861°N 24.91972°E
拉普申（烏克蘭語：Лапшин）是位於烏克蘭西南部的村莊，由泰爾諾皮爾州泰爾諾皮爾區的納拉伊夫市鎮負責管轄。該村處於佐洛塔利帕河畔，始建於1578年，面積1.98平方公里，2014年人口1,045，人口密度每平方公里527.78人。